# Харченко, Пётр Николаевич
Пётр Николаевич Харченко (род. 8 октября 1948) — российский учёный, специалист по сельскохозяйственной биотехнологии, биотехнологии растений.
Академик РАН (2013), РАСХН (2012), доктор биологических наук (1998), профессор (2000). Директор Всероссийского НИИ сельскохозяйственной биотехнологии (ВНИИСБ) с 1999 года, ныне его научный руководитель.

## Биография
Родился в п. Кирсаново Приуральского района Уральской области.
Окончил Саратовский государственный университет им. Н. Г. Чернышевского (1972).
С 1972 по 1999 год работал во Всероссийском НИИ риса, где прошёл путь от лаборанта до заместителя директора по научной работе (с 1993), в 1984—1993 гг. заведующий лабораторией гетерозисной селекции.
Директор Всероссийского НИИ сельскохозяйственной биотехнологии (с 1999), ныне его научный руководитель, а также заведующий отделом клеточной и генной инженерии растений.
В 2016 году избран на 3 года в состав Высшей аттестационной комиссии при Минобрнауки России.
Член бюро отделения сельскохозяйственных наук РАН и комиссии РАН по генно-инженерной деятельности.
Опубликовал более 90 научных трудов, одну монографию, имеет одно авторское свидетельство и два патента на изобретения.